# دوكو عمروف
دوكو أحمدوفتش عمروف (13 إبريل 1964 - 7 سبتمبر 2013) هو أول أمير لإمارة القوقاز الإسلامية، ولد في قرية خرسينوف في منطقة شاتوي في جنوب الشيشان من قبيلة مالكوي تيب وهي نفس القبيلة التي ينتمي لها عربي براييف ووزير الخارجية الشيشاني الأسبق إلياس أحمدوف، تخرج عمروف من كلية الهندسة من معهد النفط في غروزني.

## الحروب الشيشانية

### الحرب الشيشانية الأولى
كان دوكو عمروف في موسكو عندما إندلعت الحرب الشيشانية الأولى في ديسمبر 1994 ورأى أنه من واجبه كشيشاني العودة للشيشان للقتال هناك، خلال الحرب ترقى عمروف إلى رتبة جنرال وحاز على نيشانين للشجاعة حيث خدم أولاً في وحدة قوات بورز - الذئب - الخاصة تحت قيادة روسلان غولاييف وفي 1996 ونتيجة لبعض الاختلافات مع غولاييف غادر وحدته وانضم إلى مجموعة أحمد زكاييف الذي ترك وحدة غولاييف هو أيضاً.

### ما بين الحربين
بعد إتفاقية خساف – يورت التي أنهت الحرب الشيشانية الأولى في 1996 وانتخاب الرئيس أصلان مسخادوف كرئيس في يناير 1997 عين مسخادوف عمروف لرئاسة مجلس الأمن الشيشاني، اسنخدم هذه السلطة في التدخل في يوليو 1998 لإنهاء فتنة حصلت بين بعض قادة المقاتلين الشيشان من المحيطين بمسخادوف، ومع ذلك أجبر على الاستقالة بعد فترة قصيرة من حل مجلس الأمن القومي.

### الحرب الشيشانية الثانية
شارك عمروف في الحرب الثانية منذ سبتمبر 1999 كقائد ميداني، وعمل مرة أخرى مع روسلان غولاييف في غروزني وكومسومولسكويي، انضم بعد مصرع غولاييف في فبراير 2004 العديد من رجاله تحت قيادة عمروف. أصيب عمروف بإصابة خطيرة في وجهه في شتاء 2000 وهو يغادر غروزني المحاصرة وعولج في دولة ثالثة هو وزكاييف، ولا يزال يحمل آثار هذا الجرح في فكه السفلي، ووفقاً للمخابرات الجورجية كان عمروف يقود ما بين 130 – 150 مقاتلاً في وادي بانكيسي قبل عودته إلى الشيشان في عام 2002. حل بعد عودته إلى الشيشان مكان عيسى موناييف كقائد للجبهة الجنوب غربية، الجبهة التي جنوب غرب غروزني التي تتاخم جورجيا وإنغوشيا. كان يرى على أنه حليف للقائد الشيشاني المتمركز في فيدنو القائد شامل باساييف ومن المحتمل أنهما تشاركا في عملية في إنغوشيا في صيف 2004 التي حصلت بعد عملية احتجاز الرهائن في بيسلان.
- في عام 2003 قاد رجاله في قتال شديد حوالي شاتوي، وفي أغسطس 2004 كان أحد قادة العملية الواسعة في نازران في إنغوشيا.
- في يناير 2005 أشيع أن عمروف قتل في معركة مع الكوماندوس الروس قرب الحدود الجورجية.
- في يناير 2005 نقل على أن عمروف أصيب بجرح بالغ على يد فرقة من القوات الخاصة الروسية.
- في إبريل 2005 قضت وحدة من القوات الخاصة الروسية على وحدة صغيرة من المقاتلين في معركة لسبع ساعات في غروزني بعد تلقي معلومات أن عمروف كان بينهم، لكن بعد المعركة لم يوجدوا جثته
- في مايو 2005 أصيب عمروف بجرح نتيجة لغم أرضي وأشيع أنه فقد رجله فيها، لكن تبين أنه جرح طفيف، وتمكن بسرعة من المشاركة في الهجوم على روشني – شو في أغسطس.
- في سبتمبر 2005 أعلنت وزارة الداخلية الروسية أنها وجدت قبر عمروف وفي أكتوبر أعلنت مرة أخرى أنه قتل في الهجوم على مدينة نالتشك.
- في مايو 2006 كشفت الشرطة الشيشانية مركز قيادة عمروف في وسط قرية أسينوفسكايا لكنه تمكّن من الهرب في الوقت المناسب.

## رئاسة جمهورية الشيشان
نظراً لكون عمروف نائب للرئيس الشيشاني عبد الحليم سعدلاييف وقائداً ميدانياً فيها، تولى مباشرة منصب رئاسة جمهورية الشيشان إشكيريا بعد مقتل الرئيس سعيدلاييف في 17 يونيو 2006، وبكونه الآن رئيساً، ترأس عمروف إضافة إلى الدولة مجلس الدفاع عن الدولة، وإمارة مجلس شورى قوقاز والقائد الأعلى للقوات المسلحة لجمهورية الشيشان إشكيريا وأمير المجاهدين في القوقاز.
في تصريحاته الأولية بعد توليه للرئاسة أخذ عمروف على نفسه عهداً بتوسيع الجهاد إلى العديد من الأقاليم الروسية وأثنى على سلفه سعيدلاييف كذلك أشار إلى تشكيل وحدة خاصة لقتال أقبح خونة الشيشان - كما أسماهم - في إشارة إلى الإدارة الشيشانية الفدرالية الحالية. كما هدد بأن المجاهدين الشيشان سيهاجمون الأهداف العسكرية والشرطة في روسيا.
في 27 يونيو 2006 عين عمروف القائد شامل باساييف نائباً للرئيس في حكومة المجاهدين في الشيشان، معفياً إياه من منصب النائب الأول لرئيس الوزراء، علق وزير الخارجية الشيشاني عثمان فوزاولي «أن التعيين كان لإجبار روسيا للدخول في مفاوضات سياسية، لأنه إذا قتل عمروف عندها سيصبح باساييف المسئول الكامل عن جهاد الشيشان.» ولكن باساييف قتل في يوليو 2006.

## محاولات القبض عليه
أعلن في 18 أغسطس 2006 بالخطأ أن عمروف استسلم في منزل رمضان قاديروف في مدينة جدرميز بعد أن أعلنت عفواً عاماً بعد مصرع القائد باساييف، لكن السلطات الروسية أعلنت في ما بعد أن المستسلم كان شقيقه الأضغر والرئيس السابق للحرس الشخصي – مع أن عمروف قال «أنه ليس له أخ أصغر» - فيما بعد عرف بأنه شقيقه الأكبر أحمد، لكن المجاهدين الشيشان قالوا أن الشقيق الأكبر لعمروف اختفى منذ سنتين ومعتبر من المفقودين، وأن تمثيلية شقيق زعيم المجاهدين الشيشان هي إثارة إعلامية وعمروف نفسه وصف العفو العام بأنه «محاولة يائسة من نظام الكرملين لتغطية الوضع الحقيقي بالأكاذيب.»
ذكر في 23 نوفمبر 2006 أن أعداداً كبيرة من قوات وزارة الدفاع الروسية وFSB - جهاز الأمن الفدرالي - بدون مشاركة الشرطة الشيشانية، حاصرت عمروف وقواته في غابة قرب قرية ياندي – يورت في مقاطعة أكشوف – مارتانوفشكي على الحدود الداخلية بين إنغوشيا والشيشان، حلقت الطائرات العمودية في المنطقة وقصفت قوات المدفعية الغابة لعدة أيام ووفقاً لمصادر كومورسانت، أصيب عمروف ولكنه تمكن من كسر دائرة الحصار.

## محاولة توحيد الصف والتشافي
أمضى عمروف شهور الشتاء يتنقل بين الجبال إلى جمهورية كابردينو – بلكاريا المجاورة للاجتماع مع الجماعات المحلية التي تقاتل السلطات الروسية في المنطقة ودمج الجبهة القوقازية التي أنشأها الرئيس الشيشاني الراحل عبد الحليم سعيدلاييف، ذكر موقع قفقاس سنتر في 19 مارس 2007 أن عمروف عين سفيان عبد اللهييف كنائب لرئيس جمهورية الشيشان إشكيريا. وذكر نفس الموقع في 4 أغسطس 2007 أن عمروف قام بزيارة للعاصمة الشيشانية غروزني والتقى قادة المجاهدين في المقاطعة وسكان محليين من مختلف مناطق غروزني، جاءت زيارته في وقت انتشرت شائعات قوية عن هجوم محتمل للمجاهدين على المدينة، حتى ذكر أن بعض النخب الموالين للروس أرسلوا عائلاتهم إلى موسكو بعيداً عن الأذى.
أصدر عمروف في أكتوبر 2007 قراراً بإعادة رتبة الجنرال للقائد عربي براييف بعد ستة سنوات من مقتله. كان قد جرده منها الرئيس مسخادوف عام 1998 بسبب إتهامه بخطف ونحر أربعة مهندسيين من شركة جرانر تيليكوم ورفضه الخضوع للقيادة العسكرية الشيشانية، مما أدى لحدوث إطلاق نار بين رجاله والحرس الوطني الشيشاني في مدينة جدرميز الشيشانية.
ذكرت جيمس تاون فاونديشن في نوفمبر 2007 أن عمروف سافر مرة أخرى لجمهورية كابردينو – بلكاريا للراحة والتعافي خلال أشهر الشتاء وإدعى الصحفي الروسي آندري بابيتسكي أن صحة عمروف سيئة جداً نتيجة جرح في فكه من جراء شظايا قذيفة - ربما أصيب بها أثناء خروجه من الحصار الروسي عليه على الحدود الشيشانية والإنغوشية في عام 2006 - كما قامت روسيا بتشكيل لواء الجبل وجعلت مركزه في كابردينو – بلكاريا لتحديد مكان دوكو عمروف وقواعده الجبلية.

## إعلان إمارة القوقاز
كان إعلان دوكو عمروف في أكتوبر 2007 أن أعداء المجاهدين الشيشان ليس فقط روسيا بل كذلك الولايات المتحدة وبريطانيا وإسرائيل أول إشارة واضحة لبداية تحول جدي للقضية الشيشانية من قطرية إلى قضية إقليمية وأن تصبح قضية إسلامية جهادية بالكامل برفع راية إسلامية واضحة والتخلي عن المظاهر الديمقراطية التي لا زالت ملتصقة بقضية الشيشان كقضية الجمهورية والرئاسة والبرلمان، فكان إعلان دوكو عمروف في 31 أكتوبر قيام إمارة القوقاز على ما يعرف بجمهوريات شمال القوقاز واضعاً تسميات جديدة للولايات وتخطيطاً إداراياً جديداً وهي داغستان، ونخشيشو - الشيشان - وغلغايشو - إنغوشيا - وأيرستون -أوسيتيا الشمالية - وولاية كابردا – بلكار – كرشاي المجتمعة - وهي جمهوريتي كبردينو – بلكاريا، وكرشيفو - شركسيا - بذلك توحد مصير المسلمين في القوقاز تحت قيادة سياسية وعسكرية واحدة.

### المعارضة
أدت هذه الخطوة لهزة عنيفة في صفوف المقاومة الشيشانية، ففي الخارج أدان عدد من أعضاء حكومة وبرلمان جمهورية إيشكريا الشيشانية هذا الإعلان فقدم وزير الخارجية أحمد زكاييف المقيم في المنفى في لندن استقالته وأسس جبهة لمعارضة الإمارة وطلب من القادة الميدانيين في الشيشان عدم طاعة الأمير عمروف وأن يكونوا مسئولين أمام البرلمان الشيشاني، كما أسس عدد من المنفيين الشيشان في الخارج حكومتين موازيتين للإمارة، بدأ أحمد زكاييف بإشاعة الأكاذيب حول الأمير دوكو عمروف بإتهامه بالعمالة لجهاز FSB وأن إعلان الإمارة كان الهدف منه إلغاء القضية الشيشانية، نتيجة لهذه الهجمة الشرسة التي تعرضت لها الإمارة من الشيشان المقيمين في الخارج وعلى رأسهم أحمد زكاييف حول ملف هؤلاء إلى مخابرات وقضاء الإمارة الإسلامية لإصدار حكم يتوافق مع الشريعة الإسلامية.

### المجاهدين
على جانب الآخر من المناظرة أصدر مجاهدي الإمارة على لسان الأمير أبو أنس (مهند) بعد إعلان قيام الإمارة كلمة مرئية أدان فيها التطاول على أمير القوقاز دوكو عمروف وأعلن أن المجاهدين في القوقاز جميعهم مطيعين له ودعا أنصار القضية الشيشانية في الخارج للسمع والطاعة له، كما أعلن في 24 نوفمبر 2007 عن تعرض الأمير عمروف لمحاولة اغتيال، واعتبر عمروف أن سيناريو الذي حيكت فيها محاولة الاغتيال مشابه لطريقة اغتيال الرؤساء السابقين مثل مسخادوف وسعيدولاييف، كما أشار إلى ظهور معلومات جديدة حول احتمال ضلوع عدد من أعضاء الحكومة الشيشانية في الخارج فيها.
كما أصدر أبو أنس خطابين جديدين مؤرخين في 4 و11 نوفمبر 2007 رد فيهما على منتقدي إعلان الإمارة في الخارج بأن المجاهدين الشباب اليوم في الشيشان والقوقاز هم أصحاب عقيدة صحيحة وهدفهم هو إقامة الشريعة الإسلامية في القوقاز والإمارة هي السلطة الوحيدة الشرعية في القوقاز وهدد بقتل أي من يحاول التمرد على سلطة الإمارة في القوقاز. كخطوة تكميلية لهذا القرار أصدر الأمير عمروف عدة مراسيم منها قرار بحل جمهورية إيشكريا الشيشانية وسائر مؤسساتها السياسية كالحكومة والبرلمان وجعلها ولاية ضمن إمارة القوقاز.

### النتيجة والحاصل
بالرغم من المواقف المعارضة لإعلان الإمارة لم تتأثر عمليات المجاهدين في سائر القوقاز، وفي سبيل جمع صف المجاهدين قام الأمير أبو عثمان دوكو عمروف بجولة تفقدية في عدد من ولايات القوقاز في الفترة بين 15 يناير و24 يناير 2008 وهي ولاية نخشيشو - الشيشان - وغلغايشو - إنغوشيا - واطلع على وضع المجاهدين في الشتاء والاستعدادت لفصلي الربيع والصيف القادمين.

## الوصلات الخارجية
- موقع القوقاز المختص بالشأن القوقازي الجهادي على النت.